# Lepidosaphes securicula
Lepidosaphes securicula är en insektsart som beskrevs av Williams och Watson 1988. Lepidosaphes securicula ingår i släktet Lepidosaphes och familjen pansarsköldlöss.
Artens utbredningsområde är Papua Nya Guinea. Inga underarter finns listade i Catalogue of Life.